# Bachschule (Neunkirchen, Saar)
Die Bachschule ist eine städtische Grundschule in Neunkirchen (Saar). Das Gebäude wurde 1905 im Stil der Neorenaissance errichtet und steht heute unter Denkmalschutz.

## Geschichte
Das Gebäude war als Schule für die Neunkircher Unterstadt gedacht und wurde neben der gerade begradigten Blies errichtet. Sie wurde 1905 nach Plänen des Architekten Köhler gebaut. Vorbild war der Renaissance-Stil, in dem auch die Hüttenbeamtenhäuser in der nahe gelegenen Goethestraße gehalten sind. Der lang gestreckte Putzbau besitzt drei Geschosse. Der Eingang zur Schule liegt in einem Risaliten mit Zeltdach. Der Baukörper beginnt mit einem Sockelgeschoss und weit auskragendem Gesims. Die Fenster im Erdgeschoss sind mit Rundbögen ausgeführt. Im ersten Obergeschoss verbindet ein Sohlbankgesims die Fenster mit gerader Verdachung und Gebälk. Die Fenster im obersten Geschoss sind mit gerader Verdachung und Schlussteil ausgeführt und über ein wenig profiliertes Sohlbankgesims verbunden. Benannt wurde die Schule nach dem Komponisten Johann Sebastian Bach (1685–1750).
Bereits bei der Planung wurde eine Umwidmung als Kaserne berücksichtigt. Erstmals im Ersten Weltkrieg wurde das Gebäude auch so verwendet. Nach dem Ende des Weltkriegs wurde die Bachschule von der französischen Besatzungstruppe beschlagnahmt und erst 1923 wieder zu Schulzwecken verwendet.
Nach dem Anschluss des Saargebiets an das Deutsche Reich wurde die Schule nach Hans Schemm, einem der sogenannten Blutzeugen des NS-Regimes, benannt. Im Zweiten Weltkrieg diente der Keller als Luftschutzraum, während das Erdgeschoss als Lazarett genutzt wurde. Nach dem Zweiten Weltkrieg wurde die Schule wieder umbenannt und diente wieder als Grundschule. Eine Zeit lang wurden zwei Säle als Telegrafenamt genutzt.

## Situation heute
Die Schule steht unter Trägerschaft der Kreisstadt Neunkirchen und beherbergt heute etwa 300 Schüler der Klassenstufe 1 bis 4. Die Schüler werden drei- bis vierzügig von 27 pädagogisch tätigen Personen (Lehrer und pädagogische Fachkräfte) unterrichtet. Die Bachschule hat einen hohen Ausländeranteil und beherbergt Schüler aus 40 Nationen. Neben der in der Neunkircher Unterstadt sowieso schon vorhandenen „sozial komplexe[n], multinationale[n] und multikulturelle[n] Lebenswirklichkeit“ wurden im Schuljahr 2015/2016 auch 30 Flüchtlingskinder eingeschult. Um dieser besonderen Situation Herr zu werden, werden Deutschkurse in sogenannten „Förderbändern“ (Doppelstundenblock am Vormittag mit wenigen Kindern) angeboten. Ebenfalls angeboten werden ein Vorkurs für Kindergartenkinder namens „Früh Deutsch lernen“ sowie das Projekt „Sprungbrett“ in Zusammenarbeit mit dem Caritas-Verband, bei dem Kinder und Eltern bei der Einschulung unterstützt werden.

## Preise
- Saarländischer Schulpreis 2010/2011: Hauptpreisträger, vergeben von der Stiftung Demokratie Saarland[2]